# محمدآباد (رابر)
محمدآباد، رابر روستایی در دهستان جواران، بخش هنزا، شهرستان رابر در استان کرمان است.
جمعیت این روستا در سال ۱۳۸۵، ۱۲۲ نفر بوده است.